# Harprich
Harprich ist eine französische Gemeinde mit 186 Einwohnern (Stand 1. Januar 2022) im Département Moselle in der Region Grand Est (bis 2015 Lothringen). Sie gehört zum Arrondissement Forbach-Boulay-Moselle.

## Geografie
Die Gemeinde Harprich liegt an der oberen Rotte, etwa 20 Kilometer südlich von Saint-Avold. Der Ortsteil Béning und der größte Teil des Weihers Étang de la Mutche gehören zur Gemeinde Harprich. Umgeben wird Harprich von den Nachbargemeinden Viller im Norden, Bistroff im Nordosten, Bérig-Vintrange im Osten, Vallerange im Südosten, Morhange im Süden, Baronville im Südwesten sowie Landroff im Westen.

## Geschichte
Der Ort wurde im Dreißigjährigen Krieg zerstört.
Harprich war Teil der Seigneurie von Morhange, was in den Reichsäpfeln auf dem Wappen zum Ausdruck kommt.

### Bevölkerungsentwicklung
| Jahr      | 1962 | 1968 | 1975 | 1982 | 1990 | 1999 | 2009 | 2019 |
| Einwohner | 100  | 127  | 161  | 193  | 213  | 191  | 205  | 183  |

## Sehenswürdigkeiten
- Kirche Saint-Denis von 1778
- Kapelle in der Karrenstraße
- Kapelle der Heiligen Jungfrau Maria im Ortsteil Béning
- mehrere bewohnte Storchennester

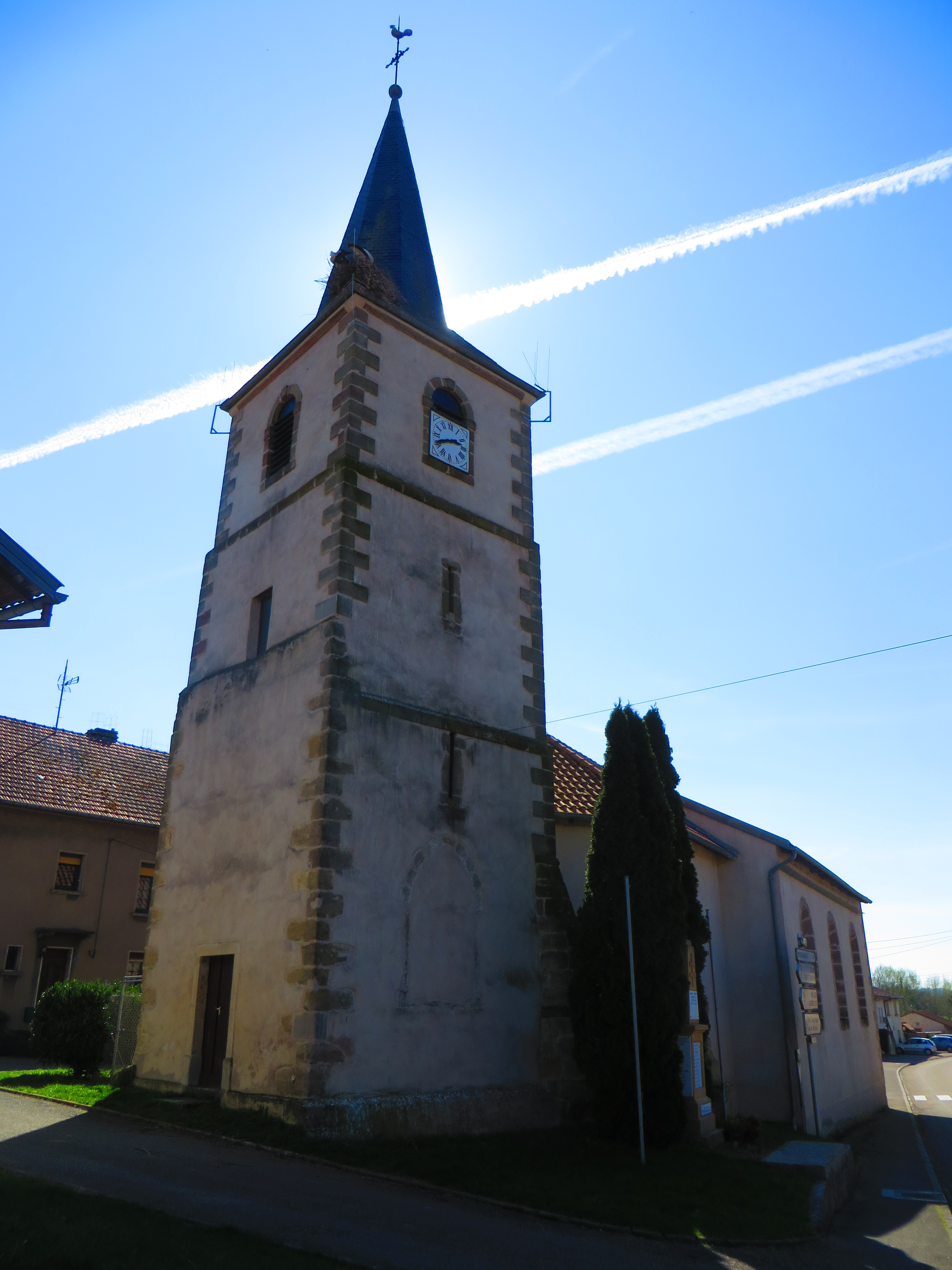
Kirche Saint-Denis
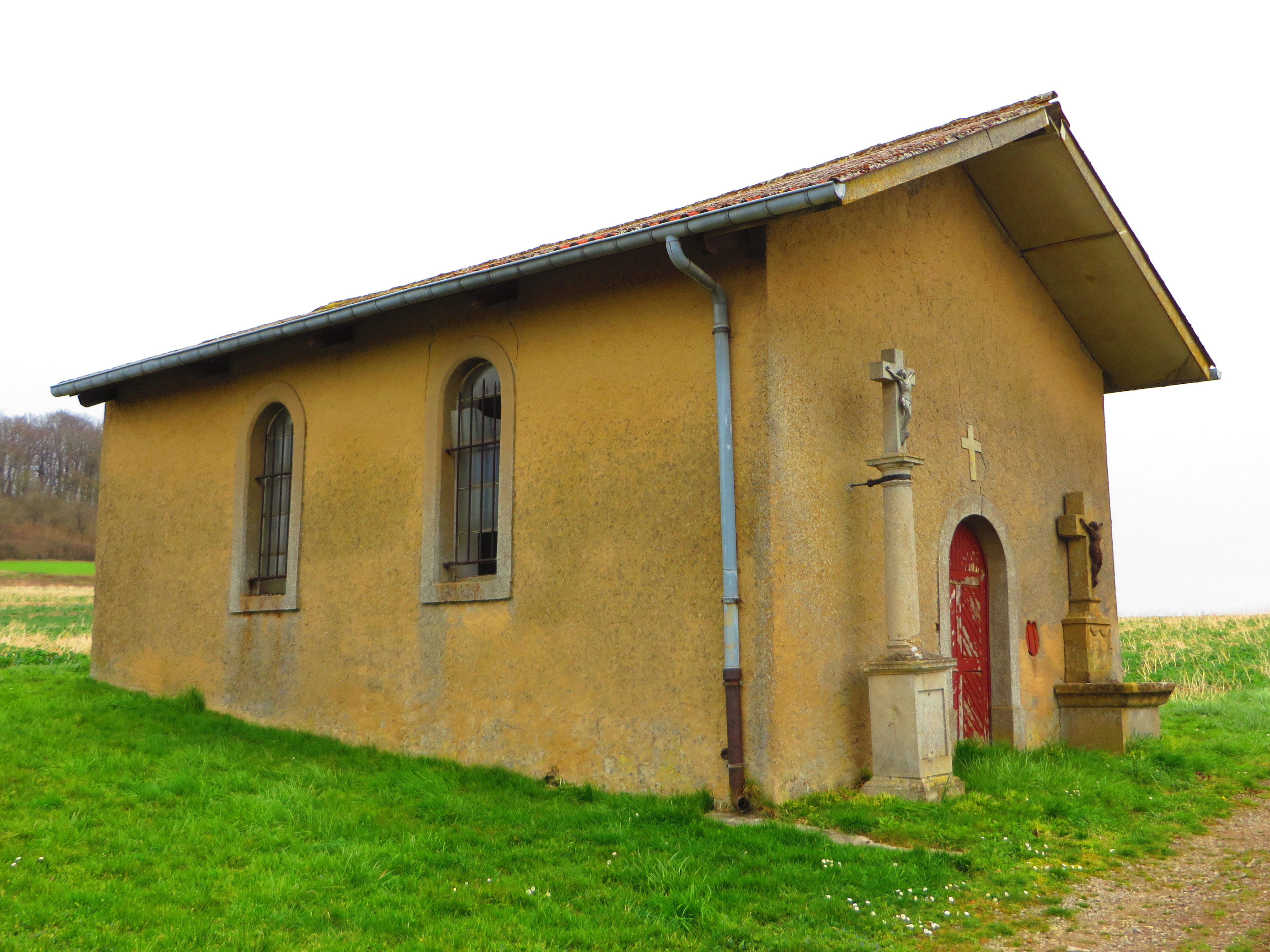
Kapelle in der Karrenstraße
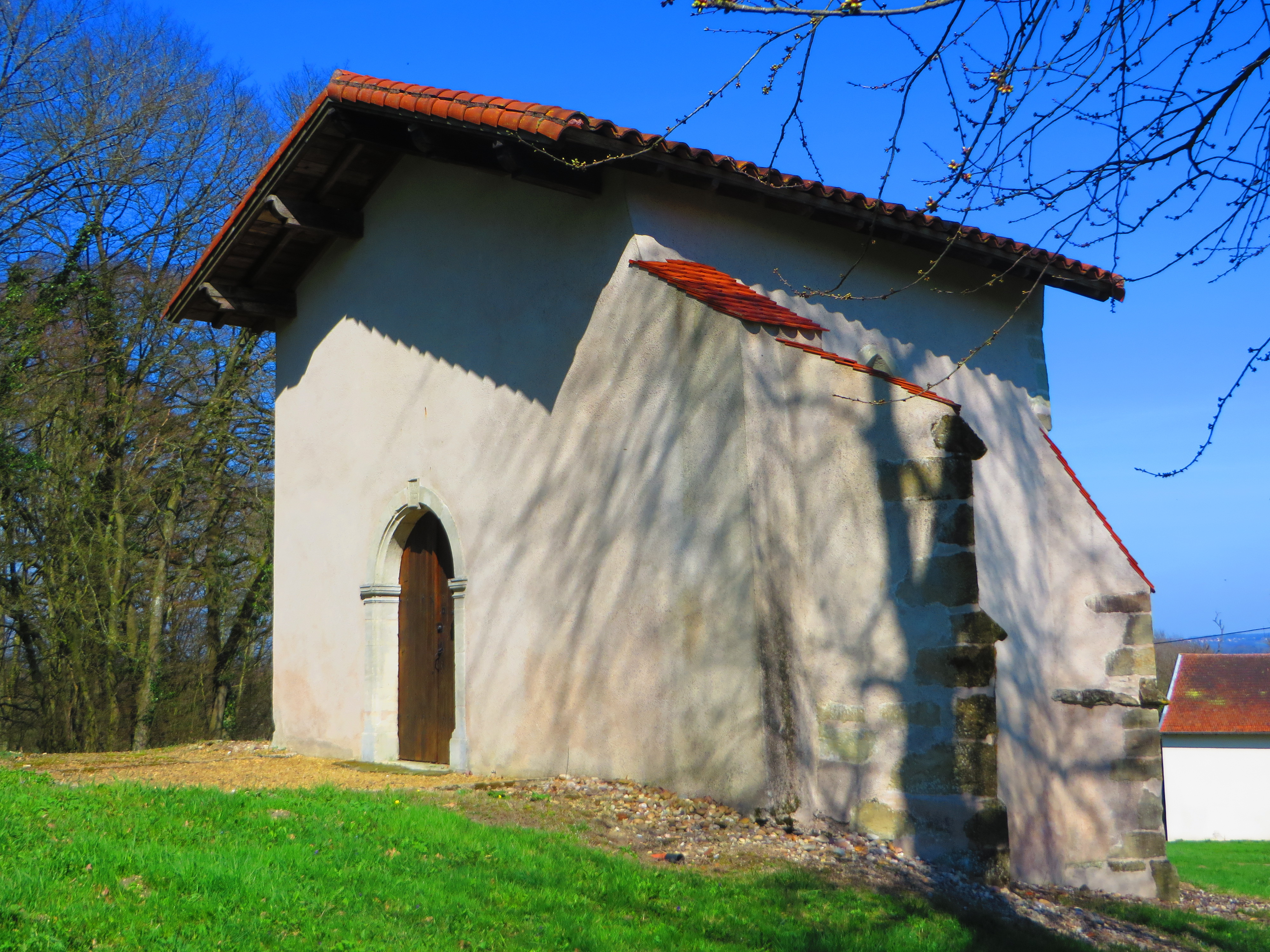
Kapelle der Heiligen Jungfrau Maria

## Belege
1. ↑  Wappenbeschreibung auf genealogie-lorraine.fr (französisch)